# Kružná
Kružná, ungarisch Kőrös (bis 1948 slowakisch „Kerešovce“ – bis 1927 auch „Kerešov“; ungarisch auch Berzétekőrös) ist eine Gemeinde im Osten der Slowakei mit 445 Einwohnern (Stand 31. Dezember 2024), die zum Okres Rožňava, einem Teil des Košický kraj, gehört und in der traditionellen Landschaft Gemer liegt.

## Geographie
Die Gemeinde befindet sich im Slowakischen Erzgebirge im westlichen Teil des Talkessels Rožňavská kotlina und am Nordostrand des Hochplateaus Plešivská planina im Slowakischen Karst, am Bach Kružniansky potok im Einzugsgebiet der Slaná. Das Ortszentrum liegt auf einer Höhe von 309 m n.m. und ist sieben Kilometer von Rožňava entfernt.
Nachbargemeinden sind Rudná im Norden und Nordosten, Brzotín im Osten und Süden, Plešivec im Südwesten und Westen und Rakovnica im Nordwesten.

## Geschichte

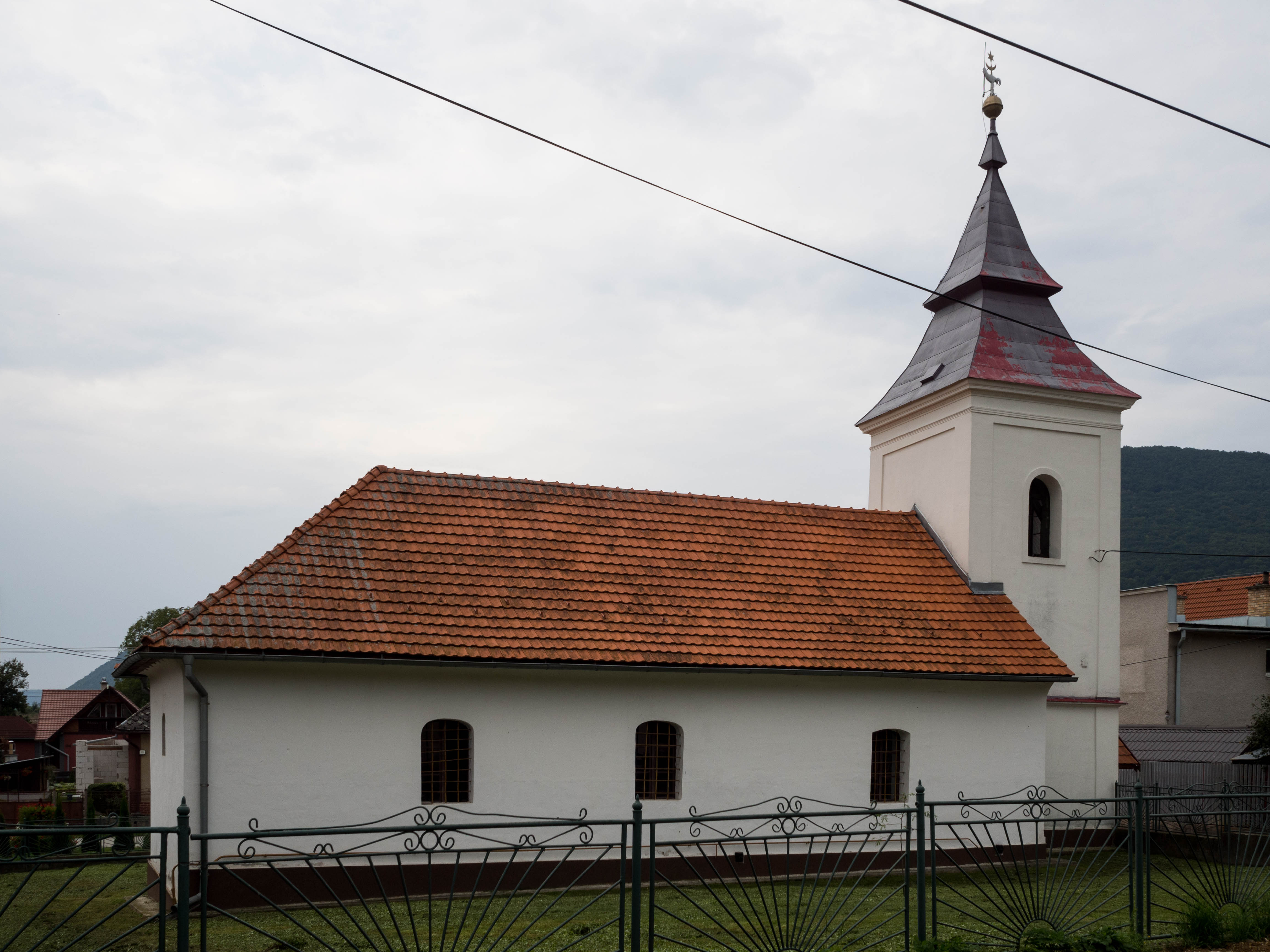
Reformierte Kirche in Kružná

Kružná wurde zum ersten Mal 1327 als Keurus schriftlich erwähnt und ist eine Gründung des späten 13. Jahrhunderts. Seit der Gründung bis zur Abschaffung der Leibeigenschaft war das Dorf Besitz des Geschlechts Mariássy, allerdings gab es Streitigkeiten mit dem Geschlecht Bebek, das hier im Jahr 1427 18 Porta besaß. 1828 zählte man 35 Häuser und 434 Einwohner, die als Landwirte, Schafhalter und Köhler für die umliegenden Hütten beschäftigt waren.
Bis 1918/1919 gehörte der im Komitat Gemer und Kleinhont liegende Ort zum Königreich Ungarn und kam danach zur Tschechoslowakei beziehungsweise heute Slowakei. Auf Grund des Ersten Wiener Schiedsspruchs lag er von 1938 bis 1945 noch einmal in Ungarn.
Von 1976 bis 1990 war Kružná Teil der Stadt Rožňava.

## Bevölkerung
| Jahr                | 1994 | 2004    | 2014    | 2024    |
| ------------------- | ---- | ------- | ------- | ------- |
| Anzahl der Personen | 545  | 522     | 475     | 445     |
| Unterschied         |      | −4,22 % | −9,00 % | −6,31 % |

| Jahr                | 2023 | 2024    |
| ------------------- | ---- | ------- |
| Anzahl der Personen | 456  | 445     |
| Unterschied         |      | −2,41 % |

Nach der Volkszählung 2011 wohnten in Kružná 484 Einwohner, davon 360 Magyaren, 109 Slowaken, zwei Ukrainer und ein Tscheche. Ein Einwohner gab eine andere Ethnie an und 11 Einwohner machten keine Angabe zur Ethnie.
245 Einwohner bekannten sich zur reformierten Kirche, 122 Einwohner zur römisch-katholischen Kirche, 37 Einwohner zur Evangelischen Kirche A. B., vier Einwohner zur griechisch-katholischen Kirche und drei Einwohner zu den Zeugen Jehovas. Ein Einwohner bekannte sich zu einer anderen Konfession, 35 Einwohner waren konfessionslos und bei 36 Einwohnern wurde die Konfession nicht ermittelt.

## Baudenkmäler
- reformierte (calvinistische) Kirche aus dem Jahr 1692, im Jahr 1786 erneuert[6]
- römisch-katholische Herz-Jesu-Kapelle im barock-klassizistischen Stil aus dem Jahr 1880[7]